# Pedostrangalia afghanistana
Pedostrangalia afghanistana là một loài bọ cánh cứng trong họ Cerambycidae.